# 博纳斯特雷
博纳斯特雷，是西班牙加泰罗尼亚塔拉戈纳省的一个市镇。总面积25平方公里，总人口372人（2001年），人口密度15人/平方公里。